# اولاد ناصر
اولاد ناصر (به فرانسوی: Oulad Nacer) یک شهرک در مراکش است که در استان فقیه بن صالح واقع شده‌است. اولاد ناصر ۲۶٬۵۲۷ نفر جمعیت دارد.